# 双流区
双流区（そうりゅう-く）は中華人民共和国四川省成都市に位置する市轄区。成都双流国際空港（成都空港）があり、この地方の空の玄関口となっている。

## 行政区画
16街道、4鎮を管轄する。
- 街道:東升街道、西航港街道、華陽鎮街道、中和街道、九江街道、黄甲街道、公興街道、協和街道、万安街道、正興街道、興隆街道、煎茶街道、新興街道、籍田街道、太平街道、永興街道
- 鎮:彭鎮、黄竜渓鎮、永安鎮、黄水鎮

## 交通

### 航空
成都双流国際空港（成都空港）は全国第5位の空港で、国内線200路線、国際線14路線があり、国内外の主要空港と結ぶ。

### 鉄道
- 中国鉄路総公司
  - 成貴旅客専用線

（成都方面）- 双流機場駅 - 双流西駅 -（峨眉山方面）
  - 成昆線

（成都方面）- 公興駅 - 花竜門駅 -（昆明方面）
- 成都軌道交通
  - ■1号線

- 華府大道駅 - 四河駅 - 華陽駅 - 海昌路駅 - 広福駅 - 紅石公園駅 - 麓湖駅 - 武漢路駅 - 天府公園駅 - 西博城駅 - 広州路駅 - 興隆湖駅 - 科学城駅
  - ■1号線支線

四河駅 - 広都駅 - 五根松駅
  - ■3号線

- 竜橋路駅 - 航都大街駅 - 迎春橋駅 - 東升駅 - 双流広場駅 - 三里壩駅 - 双流西駅
  - ■10号線

- 双流機場1航站楼駅 - 双流機場2航站楼駅

### 道路
- 高速道路
  - 京昆高速道路
  - 成都環状高速道路
  - 蓉遵高速道路
- 国道
  - G108国道
  - G213国道

## 出身者
- 張群 - 中華民国の政治家。中国国民党・国民政府の要人で、行政院長などをつとめた。